# Nelson Martin
Nelson Jamal Martin (* 25. April 2006) ist ein deutscher Basketballspieler.

## Werdegang
Martin, Sohn von Jamal Martin, spielte im Nachwuchsbereich des Bramfelder SV und wechselte 2019 in die Jugend der Hamburg Towers. Er wurde Leistungsträger der Hamburger Mannschaft in der Jugend-Basketball-Bundesliga, später in der Nachwuchs-Basketball-Bundesliga.
Martin, dem eine kreative Spielweise und Stärken im Angriff zugeschrieben wurden, erhielt eine Spielberechtigung für den SC Rist Wedel und gab im September 2024 unter Trainer Hamed Attarbashi seinen Einstand in der 2. Bundesliga ProB. Anfang April 2025 erhielt Martin ebenfalls eine Spielberechtigung für die Bundesliga-Mannschaft der Hamburg Towers. Hamburgs Trainer Benka Barloschky setzte Martin im selben Monat erstmals in einer Begegnung der höchsten deutschen Spielklasse ein.